# Tegecoelotes michikoae
Tegecoelotes michikoae är en spindelart som först beskrevs av Nishikawa 1977.  Tegecoelotes michikoae ingår i släktet Tegecoelotes och familjen mörkerspindlar. Inga underarter finns listade i Catalogue of Life.